# 120643 Rudimandl
120643 Rudimandl este o planetă minoră (asteroid) din centura de asteroizi. A fost descoperită pe 10 septembrie 1996 la Observatorul Kleť de Miloš Tichý⁠(d). 
Obiectul prezintă o orbită caracterizată de o semiaxă mare de 2,4187053165246 UAi, o excentricitate de 0,25, o înclinație de 1,1 ° în raport cu ecliptica.